# Ali ben Jamshid al-Busaïd
Succession
Prétendant au trône de Zanzibar
Depuis le 30 décembre 2024
(4 mois et 18 jours)
Le prince Ali ben Jamshid al-Busaïd, né en 1956 à Zanzibar, est le fils aîné et héritier de Jamshid ben Abdallah, dernier sultan de Zanzibar, décédé le 30 décembre 2024.

## Titulature
- 1956-9 décembre 1963 : Son Altesse Sayed Ali ben Jamshid ;
- depuis le 9 décembre 1963 : Son Altesse Royale Sayed Ali ben Jamshid.